# LN91
Le LN91 – pour Lögdeå-Nordmaling 1991 – est un club de hockey sur glace de Nordmaling en Suède. Il évolue en Division 1, troisième échelon suédois.

## Historique
Le club a été créé en 1991 alors que les villes des Lögdeå et de Nordmaling détenaient depuis un certain temps des clubs de hockey. Ainsi, le SK Lögdeå a été créé en 1958 et possédait une équipe sénior tandis que le Nordmalings IF, était un club qui ne comprenait des sections pour les jeunes joueurs. En 1991, la municipalité de Nordmaling se dote d'une nouvelle patinoire et pour l'occasion, les deux équipes fusionnent pour fonder le club Lögdeå-Nordmaling 1991, soit le club LN 91.

## Palmarès
- Aucun titre.